# Лінія Надрізу
«Лінія Надрізу» — український панк-гурт, довгожитель музичного андерграунду. Заснований у Харкові 1997 року. Незмінний фронтмен — Володимир Сазонов, гітарист і вокаліст, автор музики й текстів, поет, відомий також як Вождь. Музичний стиль гурту можна охарактеризувати як синтез жанрів: панк-рок, тру-панк, рок, андерграунд. 

## Історія

### «Архаїчний» період (1997—2007)
Появі гурту «Лінії Надрізу» передувало творче знайомство 1996 року Володимира Сазонова «Вождя» з Антоном Буллетом, нині українським письменником та мандрівником. На той момент Вождь грав на гітарі, Буллет — на бас-гітарі. Трохи згодом Вождь почав грати з двома іншими музикантами: «Поні» (ударні) та Олег К. «Геша» (бас). Паралельно працював з іншимколективом, куди входили Сергій «Сержант» (бас), Олексій (ритм-бокс) та Михайло Лук'яненко «Мулінекс» (гітара, вокал).

За активної співпраці «Мулінекса» та Вождя 1997 року відбувся старт проєкту «Лінія Надрізу». З цієї миті в гурту виникла назва, а також проявилася її відмінна риса: розвиток шляхом частої зміни учасників і «експериментальних» складів, але їх ядром повсякчас лишається Володимир Сазонов.
Серед перших виступів були «квартирник на Зерновій» 1997 року, у якому також брали участь уже знакові постаті конктркультурного середовища: рок-музиканти Олександр Непомнящий та Макс Крижевський, а також квартирник на Олексіївці з лідером гурту «Ботаніка» 1999 року. У «Лінії Надрізу» розпочалися активні виступи, переважно в акустиці, на різних майданчиках: КЛРР (нині — «Клуб любителів акустичного року»), кінотеатр «Юність», актова зала ХІРЕ і тощо  Записано перший альбом. Однією з перших відеоробіт став кліп на пісню "Тупик". 
Від 1999 до 2002 року чимало пісень було виконано за участю Наталії Манжули (вокал), серед них — одна з найпопулярніших гостросоціальних пісень — «Белое облако». Володимир Сазонов поступово приходив до «електрики», і у 2000—2001 роках експериментував у жанрі «punk-in-black»: як представник «Лінії Надріза» виступав з музикантами дет/блек-метал-гурту «Скорбут» (вона ж пізніше — «Нагваль») як барабанщик у харківських клубах «Форт», «Дыра» та ін.
Склад «Лінії Надрізу» 2002 року дещо оновився: з Вождем грали Костянтин Побігайло (бас-гітара, майбутній лідер гурту «Насквозь»), Микола (ударні), тривала співпраця з «Мулінексом».

### «Класичний» період (2008—2014)

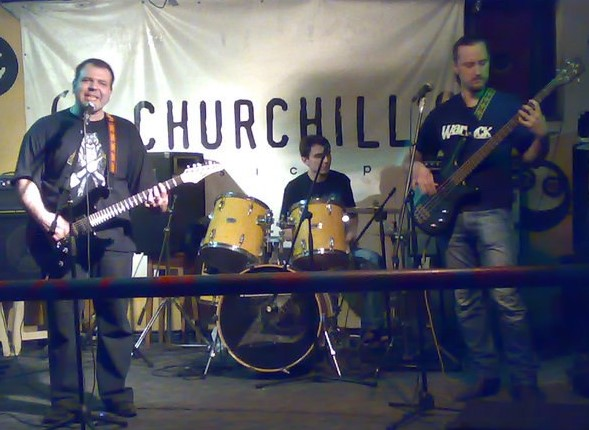
Лінія Надрізу в Churchill's Pub, 2010

У 2008 році відбулося чергове форматування гурту: до Володимира Сазонова (гітара, вокал) приєдналися Олег Чефранов «Фреша» (бубен, ударні) та Дмитро Коновалов «Кардинал» (бас). Від 2010 по 2015 рік у «Лінії Надрізу» брала участь Тетяна С. «Мавка» (вокал, блок-флейта), знову з'являвся Євген Фатєєв «Чен» (ударні), на зміну якому 2013 року прийшов Дмитро Гуменюк «Грізлі» (ударні). Знято кілька кліпів, серед них на пісню «Линия жизни».  Унікальністю цього періоду була наявність відразу двох барабанщиків. У результаті група повністю перейшла на електричне виконання, розширила репертуар, граючи переважно у жанрі сибірський панк .

### «Тру-панківський» період (2015—2017)
З 2015 року до «Лінії Надрізу» входили: Володимир Сазонов «Вождь» (гітара, вокал), Олександра Бєлова «Кучерявкіна» (бас, вокал), Дмитро Гуменюк «Гризлі» (ударні, 2015), Олег Чефранов «Фреша» (ударні, 2016—2. Цей період характеризувався значним поповненням репертуару в жанрі панк і тру-панк. Група проводила часті (іноді по кілька на місяць) концерти в Харкові — в клубах «Akuna Matata», «Спека», «Zeppelin Pub  «Агата», «Стіна» та ін. Від середини 2016 року разом із роботою в електриці «Лінія Надрізу» далі розвивала акустичне спрямування.

### Сучасний «експериментальний» період (2018—2025)

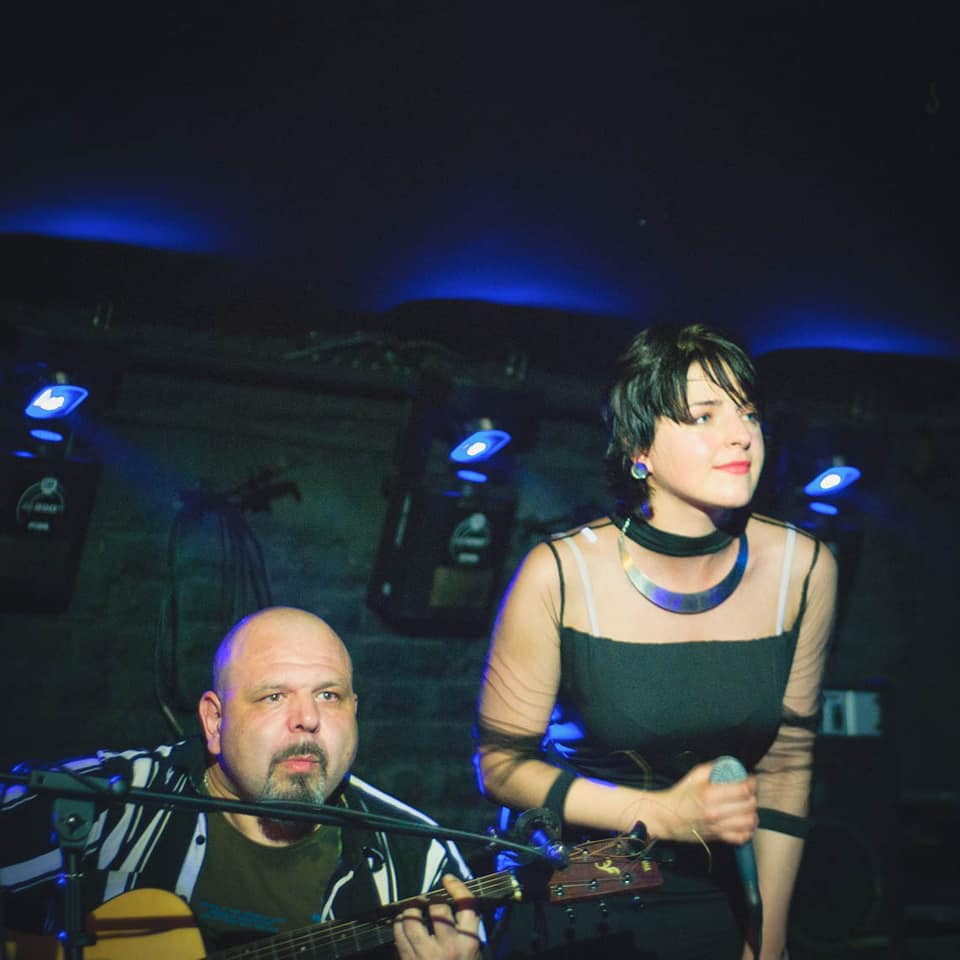
Лінія Надрізу в Heisenberg Pub, 2021

Від 2018 року до Вождя долучилися Галина Нуреєва (бас, майбутня учасниця гурту «Человек-Животное») та Лія Капанадзе (вокал, нині також актриса театру та кіно). «Лінія Надрізу» постійно виступала у клубах, а також у форматі квартирників, виконувала старі панківські композиції, але при цьому постійно експериментувала.  З'явилися елементи розмаїтих жанрів, у тому числі блюзу та джазу . Помітним стало розширення репертуару за рахунок пісень «харківського циклу», які присвячені відомим районам міста, як-от  «Павлово Поле — ХТЗ», «Салтівський блюз», а також культовим особистостям — наприклад, пісня «Мітасов» — про художника Олега Мітасова, який мешкав у Харкові й був живою міською легендою.
Починаючи від 2019 року «Лінію Надрізу» представляють Володимир Сазонов, Лія Капанадзе, Олег Чефранов.  

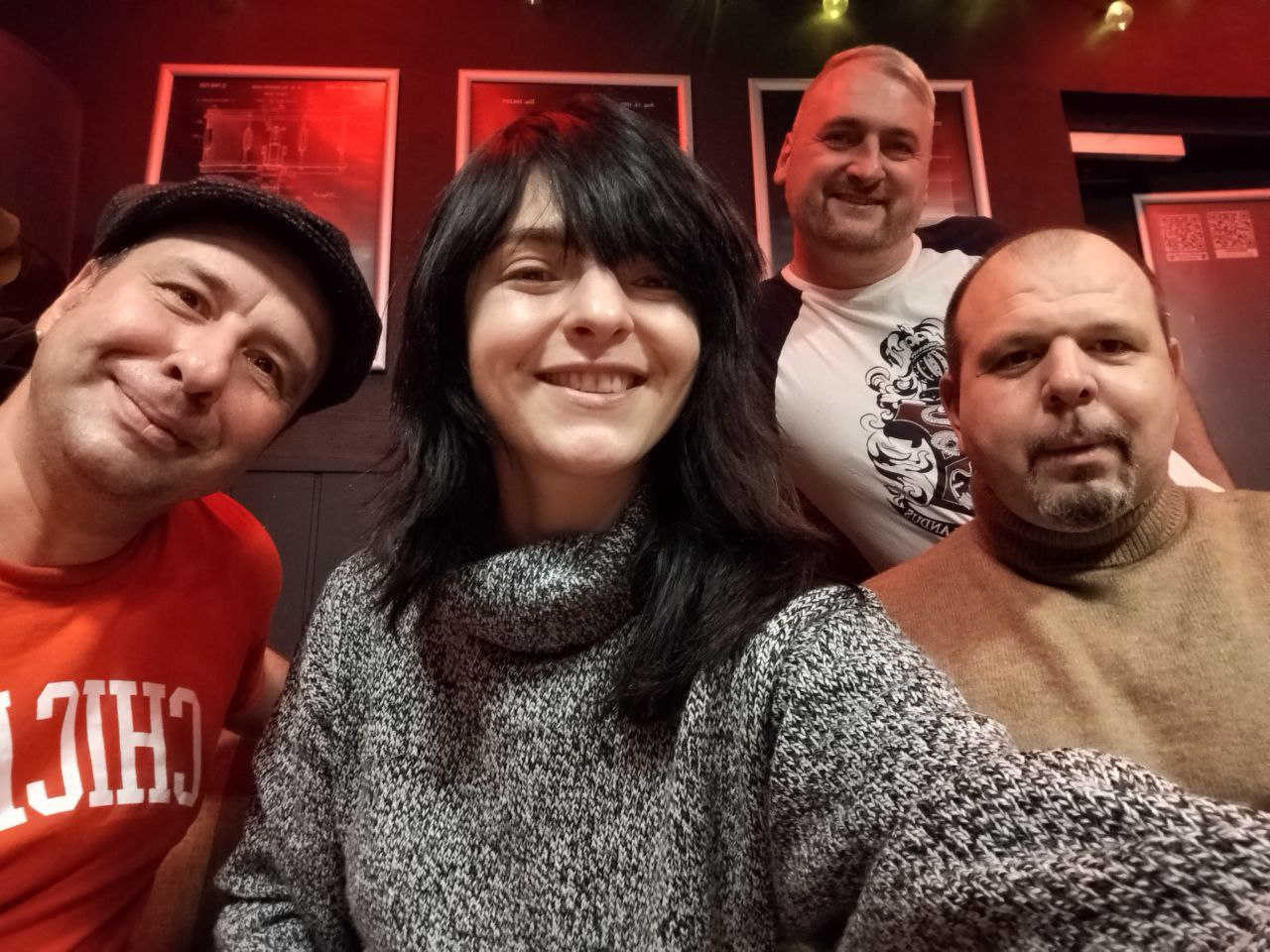
Лінія Надрізу, репетиція, 2024

Після початку повномасштабної війни Росії проти України у лютому 2022 року учасники розширили географію своїх виступів. Наприкінці 2022 року відбувся акустичний концерт-квартирник у Львові. Наприкінці 2024 року «Лінія Надрізу» двічі виступала у Латвії: у ризьких клубах DEPO та Zapatista Baltica.

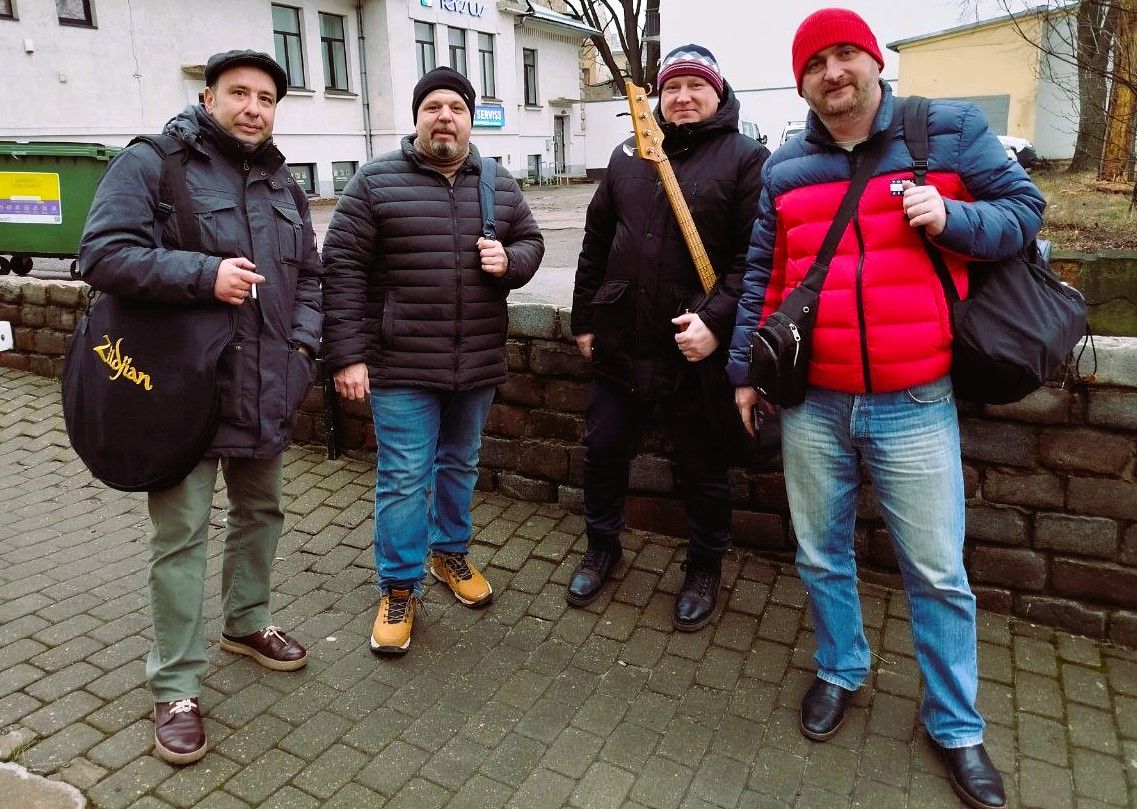
Лінія Надрізу, 2025

У 2024—2025 роках гурт активно репетирує в електриці. У «Лінії Надрізу» грають нові музиканти: Єгор Хижняков (барабани), Олексій Шкурпела (флейта, електро-блокфлейта), Олександр (бас-гітара).
Репертуар гурту суттєво поповнився українськомовним матеріалом. Деякі давніші російськомовні пісні Володимир Сазонов переклав рідною мовою.

## Дискографія
- «Преисподняя», «Марш по трупах», «Тупик» — 1997, 1998
- «Линия жизни», «Тюремное солнце» — 1998, 1999
- «Стоп-кали-калло» (2 частини) — 1999, 2000
- «Наружу» (альбом-сингл) — 2003
- «Скотомогильник» — 2012
- «Реинкарнация» — 2014
- «Антарктида» — 2022

## Інші твори

### Збірник віршів
У квітні 2021 року в Харкові опубліковано збірку віршів Володимира Сазонова «Лінія Надрізу» , куди увійшли вірші та тексти понад 70 пісень гурту, які Володимир написав у період від 1996 по 2021 рік. Також у книжці представлені есе Олександри Бєлової, нарис Ігоря Журавля, коментар Єрмена Анті (лідер гурту «Адаптація» ). Передмову та післямову написала ініціаторка публікації, редакторка Лана Фріман.

## Співпраця з іншими виконавцями
«Лінія Надрізу» виступала з низкою відомих виконавців та колективів: Олександр Непомнящий, «Адаптація», Манагер, «Пасхальное Шествие», По.Ст., «Ботаника», Макс Крижевский, «Белые Крылья», «Человек-Животное», Кощей, «Нога», «Кончина мадам Петуховой», «Евробонаты», «Радость», «Камера Сгорания», Сергей Трубаев, Жмур, Эдвард Кучеренко, «Жуй», «Стинкер», АСД, «Синдром Деревянной Куклы», «Привокзальный Подвал», «Насквозь», Павел Кондаков, Юрий Фадеев, «Тихуана», Морж, «Ремонт Чехлов», Елена Недорезова, «Территория Отчуждения», «Действо», Коча, «Джинсовая Осень», Горелов, «Музыка Ветра», Лена Черная, «Невесты Бога», «Планетарий» и др.